# تری‌یناله دی میلانو
تری‌یناله دی میلانو (ایتالیایی: Triennale di Milano) (به معنی: سه‌سالانه میلان) یک موزهٔ طراحی و هنر در پارک سیمپیونه در میلان، در لمباردی در شمال ایتالیا است. این موزه در پالاتزو دل‌آرته (کاخ هنر) قرار دارد که توسط جیووانی موتسیو طراحی شده و بین سالهای ۱۹۳۱ و ۱۹۳۳ میلادی ساخته شده‌ است؛ ساخت و ساز توسط آنتونیو برنوکی و برادرانش آندره‌آ و میکله تأمین مالی شد.:۱۹۴۸.
سه‌سالانۀ میلان، نمایشگاه بین‌المللی هنر و طراحی، سیزده بار بین سال‌های ۱۹۳۶ تا ۱۹۹۶ میلادی در موزه برگزار شد، و – پس از وقفه‌ای بیست ساله – دوباره در سال ۲۰۱۶ میلادی ادامه یافت.
از سال ۲۰۰۳ میلادی، تری‌یناله سه‌سالانۀ مدال طلا برای معماری ایتالیایی (به ایتالیایی: Medaglia d'oro all'architettura italiana) را اعطاء کرده‌ است.
یک موزۀ دائمی طراحی ایتالیایی، موزۀ طراحی تری‌یناله، در سال ۲۰۰۷ میلادی افتتاح شد.:۵۱ که میزبان طراحی، معماری، و هنرهای بصری، تجسمی و نمایشی است.
این ساختمان دارای یک تئاتر به نام تئاترو دل‌آرته (تئاتر هنر) است که آن نیز توسط موتزیو طراحی شده‌ است.:۵۱.
در سال ۲۰۱۹ میلادی، بیست و دومین سه‌سالانه تحت عنوان «طبیعت شکسته» با تمرکز بر رویکردهای طراحی که روابط بین انسان، طبیعت و سایر گونه‌ها را بررسی می‌کند، جشن گرفته شد.